# Мінське Море (зупинний пункт)
М́інське Мо́ре (біл. Мíнскае Мо́ра) — пасажирський залізничний зупинний пункт Мінського відділення Білоруської залізниці на лінії Мінськ — Молодечно між станціями Ждановичі та Ратомка. Розташований за 0,8 км від села Качино Мінського району Мінської області. Поруч проходить автошлях Р28 Мінськ — Молодечно, яким курсують приміські автобуси у напрямку Мінська.
Неподалік від зупинного пункту знаходиться Заславське водосховище, яке також відоме, як Мінське Море.

## Історія
Первинна назва зупинного пункту — Гонолес, яку отримав від однойменного сусуднього села. У 1950-х роках, з утворенням Заславського водосховища (другого за площею штучного водоймища у Білорусі), зупинний пункт перейменовано на сучасну назву — Мінське Море. 
2011 року, у зв'язку з реалізацією проєкту запуску міської електрички, зупинний пункт був реконструйований.

## Пасажирське сполучення
На зупинному пункту Мінське Море зупиняються електропоїзди першої лінії міської електрички за маршрутом Мінськ — Білорусь та електропоїзди регіональних ліній економкласу до станцій Гудогай, Мінськ-Пасажирський, Молодечно. 
Час у дорозі від станції Мінськ-Пасажирський з усіма зупинками складає приблизно 20 хвилин електропоїздами міських ліній та близько 24 хвилин електропоїздами регіональних ліній економкласу.